# Emanuel Strubich
Emanuel Strubich (* 31. Januar 1887 in Teplitz; † 7. Februar 1922 an der Hinteren Karlesspitze in den Stubaier Alpen, Österreich) war ein deutscher Kletterer und Bergsteiger.
Er gehörte zu den besten Kletterern seiner Zeit. Ihm gelang vermutlich als erstem Kletterer in Deutschland bzw. weltweit eine Route im Achten Sächsischen Grad (UIAA-Skala 7-).
Er lernte den Beruf des Schneiders, fand aber wenig Anstellung, sodass er meist als Bergvagabund unterwegs war. Strubich wohnte vermutlich schon mindestens ab 1912 in Dresden. Er ist vermutlich seiner Halbschwester Bertha gefolgt, die nach Dresden geheiratet hatte. Allerdings war er polizeilich nie in Dresden gemeldet und ist daher vermutlich nicht zum Militärdienst eingezogen worden.
Dadurch konnte er seine Kletterfähigkeiten steigern. Der erste Eintrag in ein Gipfelbuch datiert aus dem Jahr 1912. Seine Erstbegehungen in der Sächsischen Schweiz zeichnen sich meist durch kühne ausgesetzte Linienführung aus. Seine schwerste Route, die Westkante am Wilden Kopf, beging er im Jahr 1918 ohne festinstallierte Sicherungspunkte, sogenannte Ringe. Die Route stellt eine ausgesetzte Wand- und Reibungskletterei dar, welche heute mit zwei nachträglich angebrachten Sicherungsringen ausgestattet ist.
Emanuel Strubich war auch in den Alpen unterwegs, erstmals im Jahr 1916. Hier fand er in dem Bergsteiger Walther Flaig einen erfahrenen Mentor und Partner. In den Jahren 1920 und 1921 führte Emanuel Strubich mehr als zwanzig Erstbesteigungen und Erstbegehungen durch, meist im Alleingang. Seine bekannteste Erstbegehung in den Alpen ist die Südwand der Drusenfluh im Rätikon. Der Weg wurde erst 1928 wiederholt.
Emanuel Strubich starb im Alter von nur 35 Jahren bei einem Lawinenabgang an der Hinteren Karlesspitze (2636 m). Er war im Alleingang unterwegs und wurde einen Tag später geborgen. Am 11. Februar 1922 wurde Strubich am Friedhof von Wald in Ochsengarten im Nedertal westlich von Kühtai beigesetzt. Auf seiner Grabtafel waren die Worte aus Arthur Schnitzlers Schauspiel Der Schleier der Beatrice verewigt: „Das Leben ist die Fülle, nicht die Zeit“. Das Grab wurde im Zuge von Umbauarbeiten in den 1960er Jahren eingeebnet.

## Bekannte Erstbegehungen
Sächsische Schweiz
- Nordwand am Kreuzturm (VIIb)
- Ostkante an der Jungfer (VIIc)
- Strubichrinne an der Jungfer (VIIc)
- Strubichweg am Falkenstein (VIIb)
- Westkante am Wilden Kopf (VIIIa)

alle Schwierigkeiten in der Sächsischen Skala
Alpen
- Südwand der Drusenfluh

## Nachweise
1. ↑  Tauf- und Geburtsbuch der Badestadt Teplitz, Tom. XI, Fol. 473.
2. ↑  Hans-Rainer Arnold: 100 Jahre Sächsischer Bergsteigerbund. Rückschau und Ausblick. (Als Festschrift zur 100. Wiederkehr der Gründung des SBB). Im Auftrag des Sächsischen Bergsteigerbundes e. V. erarbeitet. Sächsischer Bergsteigerbund, Dresden 2011, S. 43–45.

| Personendaten    | Personendaten                                   |
| ---------------- | ----------------------------------------------- |
| NAME             | Strubich, Emanuel                               |
| KURZBESCHREIBUNG | deutscher Kletterer und Bergsteiger             |
| GEBURTSDATUM     | 31. Januar 1887                                 |
| GEBURTSORT       | Teplitz                                         |
| STERBEDATUM      | 7. Februar 1922                                 |
| STERBEORT        | Hintere Karlsspitze, Ötztaler Alpen, Österreich |